# Machaeritis
Machaeritis is een geslacht van vlinders van de familie sikkelmotten (Oecophoridae), uit de onderfamilie Oecophorinae.

## Soorten
- M. acibdela Turner, 1940
- M. aegrella Meyrick, 1886
- M. agelaea Meyrick, 1885
- M. argoptera Turner, 1940
- M. asemantica Turner, 1944
- M. assulosa Turner, 1940
- M. callicypha Turner, 1940
- M. calligenes Meyrick, 1886
- M. cedea Turner, 1944
- M. coniata (Meyrick, 1885)
- M. cosmozona Turner, 1940
- M. costipuncta Turner, 1940
- M. diclethra Meyrick, 1885
- M. doxastica Meyrick, 1889
- M. dulcicula Turner, 1917
- M. dystechna (Meyrick, 1889)
- M. encrita Lower, 1920
- M. epidela Diakonoff, 1954
- M. gamelia Turner, 1940
- M. grammophora Meyrick, 1886
- M. gypsoplaca Turner, 1944
- M. haplopa Turner, 1940
- M. hemera Meyrick, 1886
- M. heptachora Meyrick, 1915
- M. heteropa Turner, 1914
- M. homalopis Meyrick, 1889
- M. homomorpha Turner, 1940
- M. hylobita Meyrick, 1917
- M. hyperleuca Turner, 1940
- M. hypolepta Turner, 1940
- M. indocta Meyrick, 1886
- M. insolita Turner, 1940
- M. lechriomochla Turner, 1944
- M. leptocneca Turner, 1940
- M. linigera Turner, 1940

- M. melanosparta Turner, 1940
- M. melanospora Meyrick, 1886
- M. melanossa Turner, 1940
- M. microptila Turner, 1940
- M. milichia (Meyrick, 1885)
- M. myrodes Turner, 1944
- M. naias Meyrick, 1902
- M. nephelora Meyrick, 1889
- M. nephelospila Turner, 1944
- M. niphodesma (Meyrick, 1885)
- M. niphoessa Turner, 1940
- M. ochrocapna Turner, 1944
- M. orthosema Turner, 1940
- M. oxyptila Turner, 1944
- M. oxytora (Meyrick, 1885)
- M. parastatis Turner, 1940
- M. pavida Turner, 1940
- M. pelinopa Meyrick, 1902
- M. percara Turner, 1940
- M. pissogramma Turner, 1940
- M. platycapna Turner, 1940
- M. pleuromochla Turner, 1944
- M. polycapna Turner, 1917
- M. proseches Turner, 1940
- M. psamathina Meyrick, 1885
- M. psathyra Meyrick, 1886
- M. quinquepunctis Turner, 1940
- M. samphoras Meyrick, 1886
- M. synora Meyrick, 1889
- M. thysanoessa Turner, 1944
- M. trissospila Turner, 1940
- M. xanthomita Turner, 1940
- M. xanthopasta Turner, 1940
- M. xerodes Lower, 1900